# ポペッツタウン
『ポペッツタウン』は、日本人の絵本作家・市原淳による絵本、およびそれを原作としたアニメ作品。制作はスペイン＆カナダの合作形式で、日本ではディズニージュニア（専門チャンネル）でのリピート放送および、（2014年1月29日までの期間限定だが）ひかりTVでのビデオ放送がなされている。

## 作品概要

### あらすじ
どこにでもありそうな町・ポペッツタウンでは、毎回ふとしたことからちょっとしたトラブルやハプニングが起こるが、パティ所持のパソコンでその原因などを調査することで、それらの問題を解決する、というのが毎回のエピソードの流れである。

### その他
OPのタイトルロゴが表示される際に、「ポペッツタウン」の真上に平仮名で小さく「ぽぺっつたうん」と書いてある。

専門チャンネルの方のディズニージュニア全放送番組のうち30分枠で放送されているもの（=放送時間が11分程度のもの2つ）については、日本人作家が原作の唯一の番組。

## 登場人物
ブルーター
声 - 山口勝平
青色のダックスフントで主人公。胴体が非常に長い（脚部の10～15倍程度の長さ）のになぜか直立できている。キックスクーターを所持している。
パティ
声 - 久嶋志帆
黄色のネコの女の子で、ヘリコプター（愛称はパタパタ）を所持している。また、彼女のパソコンは毎回のトラブル発生時の原因調査に非常に役立つ。
ボビー
声 - 青山桐子
クマの男の子で、車体の外装全部がクラブハウスのような建物風に改造されたトラック（愛称はクラビー）を所持している。
ココリ
声 - よのひかり
お菓子作りがとても得意なニワトリ。普段の移動手段はローラースケートであるが、たまに車体の高さ半分程度のところにヒビの入った卵型の車（愛称はタマゴロー）に乗ることがある。
コージー
声 - 伝坂勉
シマウマだが縞模様は黒ではなく赤色。いつもポペッツタウンで交通整理をしている。木馬（愛称は木馬チャン）を所持していて、外見上全く前進しないように見えるが、水力で前進可能。アリのライブの時にはギター演奏で手伝うこともある。
アリ
声 - 町田政則
ワニのサックス奏者だが、あらゆる楽器を一応は演奏できる。車体がテントウムシの形のオープンカーを所持してはいるが、あまり車には乗らないようだ。コージーの地肌と同じ赤い縞模様のセーターを着ている。
キャップ
声 - 朝倉栄介
ヒツジだが頭部に毛は1本もなく、一見すると頭部だけがブタのように見える。ポペッツタウンに来る前は海賊をしていたらしく、船（愛称はポップコーン号）に乗っていた。今はアヒル型の小船を所持している。
ナカナカブラザーズ（=ニッキ、ジョジョ、ロビン）
声 - よのひかり（3人とも）
3つ子のサル。ニッキはとんがり帽子を、ジョジョは鏡餅によく似た帽子を、ロビンは赤色帽をかぶっているのですぐ見分けがつく。さらに服の色も3人で異なる。バナナの形の車を所持している。
マチルダ
ボビーの家（クラビーでなく本物の家）の庭に住んでいるハチ。自力で飛べるのになぜか魚型の飛行機所持（でもあまり使わない）。
キャンディ
ブルーターの家の庭に住んでいるアオムシ。名前のとおり、顔も含めて7連球のような体つき（顔は緑色、胴体は顔に近い方から順に赤・黄色・ピンク・オレンジ・紫・青）で、足は左右1本ずつで合計12本。顔に一番近い2本の足で絶えず葉っぱを揺らしていて、その動力で空中を飛ぶ。

## エピソード一覧
サブタイトルは、ディズニージュニアでは日本語と英語の両方で表示されるが、ひかりTVでは英語表記のみ。
1. アイスクリーム・ドリーム / Ice Cream Dream
2. 虹のもとで / Under the Rainbow
3. チョウチョのひらひらちゃん / Butterfly Flutter
4. まぜまぜフルーツ・スムージー / Tutti-Frutti
5. お月様を探せ！ / Moon Dance
6. 落ち葉をばらまけ / Leaf Pile A Go-Go
7. ヒキガエルの道 / Road for a Toad
8. ケーキ作り大作戦 / Too Many Cooks
9. ピクルスで大ピンチ / Poppets in a Pickle
10. コージー・コージー・ソング / A Cozy-Cozy Song
11. たこたこ上がれ / Kite Flight
12. 砂のお城を作ろう / The Poppetstown Castle
13. ハワイアン・パーティー / Lava Luan
14. ポペッツタウンデー / Poppetstown Day
15. ピンキーの宝物 / Bushy Tails Treasure
16. くしゃみよ、止まれ！ / The Dusty Gusts
17. まねまねオバケ / The Mystery of Mount Poppets
18. アヒルの大冒険 / Quack Quest
19. 箱がいっぱい / Boxcar Bobby
20. 飛べ飛べ小鳥ちゃん / Bye Bye Birdie
21. ハチミツのヒミツ / See the Bee
22. ナカナカの兄弟ゲンカ / Treehouse Trouble
23. みんなのポペッツタウン劇場 / Patty's Neverending Story
24. シャボン玉パニック / The Trouble with Bubbles
25. 小鳥のお風呂 / Bird Bath
26. どこどこナカナカブラザーズ / Find the Naka-Nakas
27. 春のたまご祭り / Spring Egg-stravaganza
28. キャップの大事な宝物 / Mistaken Mistake
29. ポペッツ・ハロウィン / Poppoween
30. 元気モリモリになろう！ / Doozy Dilemma
31. 明かりを消そう / Lights Out
32. はじめてのコンサート / Naka-Naka-Steppa-Clicka
33. キラキラ、クモの巣 / Along Came a Spider
34. 恥ずかしがり屋のお友達 / Shadow Play
35. いたたた！ブルーター / Blooter Gets a Boo-Boo
36. 雨の日のすごし方 / Rainy Day Blues
37. パティのあこがれのサーカス団 / Patty and the Amazing Flying Squirrels
38. クラビーが動かない！ / Clubhouse Power
39. 止まれの笛 / Whistle While you Work
40. いとこのワカワカブラザーズ / The Wacka-Wacka brothers
41. パーティー会場はどこ？ / Where's the Party?
42. ポペッツタウンが水浸し / Water Wonder
43. ブルーターのしゃっくり / Blooter's Hiccups
44. 妖精になったパティ / Patty the Fairy
45. 反対の日 / Opposite Day
46. にわとりのバタバタ / Chicken Flap
47. 僕らのスーパー・ブルーター / Super Blooter
48. カニのチェスター / Chester the Crab
49. 冬至のお祝い / Solstice Celebration
50. ボビーのバレンタイン / Bobby's Valentine
51. 探偵ごっこ / Eye Spy
52. 引き返してみよう / Backpack Backtrack